# Posebne pravice črpanja
Posebne pravice črpanja (v rabi je tudi angleška kratica SDR; Special Drawing Rights) je poseben finančni instrument, ki ga je leta 1969 uveljavil Mednarodni monetarni sklad.
Sprva je bil SDR ekvivalent 0,888671 grama čistega zlata in v letu 1969 tudi ekvivalent enemu ameriškemu dolarju. Kasneje (po kolapsu sistema Bretton Woods v letu 1973) se je zaradi nihanj na trgu SDR preoblikoval v košarico valut, v kateri so sedaj: evro, japonski jen, angleški funt šterling in ameriški dolar; ključ razmerij med valutami se spremija vsakih pet let. Vrednost SDR je dnevno objavljena na spletni strani IMF. Dne 21.4.2009 je SDR znašal 1,4812 ameriškega dolarja.